# 胜丰镇 (哈尔滨市)
胜丰镇，是中华人民共和国黑龙江省哈尔滨市双城区下辖的一个镇，位于双城区南部，102国道、同三高速过境。
2017年9月13日，黑龙江省民政厅批复同意撤销朝阳乡，设立胜丰镇。

## 行政区划
胜丰镇下辖以下地区：
胜丰村、胜勤村、胜城村、胜平村、胜利村、胜业村、胜前村、政广村、政安村、胜华村、胜全村、胜乡村、胜德村、胜兴村、胜功村、诚利村、诚东村、诚明村、诚乐村和诚吉村。